# راجيف مينون
راجيف مينون (بالإنجليزية: Rajiv Menon)‏ هو كاتب سيناريو ومصور سينمائي ومخرج هندي، ولد في 20 أبريل 1963 في كوتشي في الهند.

## وصلات خارجية
- راجيف مينون على موقع IMDb (الإنجليزية)
- راجيف مينون على موقع ألو سيني (الفرنسية)
- راجيف مينون على موقع أول موفي (الإنجليزية)
- راجيف مينون على موقع قاعدة بيانات الفيلم (الإنجليزية)
- راجيف مينون على موقع كينوبويسك (الروسية)